# Jules Akodo
Jules Christian Dang Akodo (* 2. Mai 1996) ist ein britischer Basketballspieler kamerunischer Abstammung.

## Laufbahn
Akodo wuchs in London auf und kam als Schüler der Stockwell Park High School mit Basketball in Berührung. Mit 14 Jahren wechselte er in die Nachwuchsabteilung des slowenischen Spitzenvereins KK Union Olimpija nach Laibach. Im Laufe der Saison 2013/14 erhielt er erste Kurzeinsätze in der ersten slowenischen Liga.
Zum Spieljahr 2014/15 ging Akodo in den Jugendbereich des deutschen Bundesligisten Skyliners Frankfurt, spielte für die U19-Mannschaft in der Nachwuchs-Basketball-Bundesliga sowie die zweite Herrenmannschaft der Hessen in der 2. Bundesliga ProB.
Akodo verließ Frankfurt nach einem Jahr, es folgten Stationen beim slowenischen Erstligisten KK Škofja Loka, wo er einen Punkteschnitt von 8,6 verbuchte, sowie beim spanischen Zweitligisten CB Miraflores in Burgos, für den er in 16 Saisonspielen im Schnitt 1,2 Punkte erzielte. Während seiner dortigen Zeit kam Akodo dank eines Zweitspielrechts auch für den Viertligisten Club Basket Burgos 2002 zu Spieleinsätzen (26 Spiele: 14,9 Punkte im Schnitt).
Zu Saisonbeginn 2017/18 spielte Akodo zunächst noch in Burgos, wechselte im Oktober dann zu den Skyliners Frankfurt zurück. Er stieß wieder zur zweiten Herrenmannschaft in der ProB und wurde zudem in den erweiterten Bundesliga-Kader aufgenommen. Anfang Dezember 2017 wurde er erstmals in der Basketball-Bundesliga eingesetzt. Anfang November 2018 verließ Akodo die Frankfurter und wechselte zum britischen Erstligisten London City Royals. Bis dahin bestritt er insgesamt elf Bundesliga-Spiele und spielte vornehmlich in Frankfurts zweiter Mannschaft, für die er in der Saison 2017/18 in der 2. Bundesliga ProB pro Einsatz im Durchschnitt 14,4 Punkte (bester Korbschütze der Mannschaft vor Isaac Bonga), 4,9 Vorlagen, 3,9 Rebounds und zwei Ballgewinne (in 20 Spielen) sowie in der Saison 2018/19 7,2 Punkte, 3,8 Korbvorlagen, 2,8 Rebounds und 2,2 Ballgewinne pro Partie in fünf Begegnungen erzielte.
Im Herbst 2019 wechselte Akodo innerhalb der englischen Liga zum Stadtrivalen der City Royals, den London Lions. Im Juni 2021 gab Cheshire Phoenix seine Verpflichtung bekannt, im November desselben Jahres holte ihn der Ligakonkurrent Surrey Scorchers. Ende Januar 2023 wurde Akodo von den Plymouth City Patriots aus der British Basketball League als Neuzugang verkündet.

### Nationalmannschaft
Akodo lief im Juniorenbereich für die britischen Auswahlmannschaften auf und nahm an mehreren Europameisterschaften sowie Frühjahr 2014 am Albert-Schweitzer-Turnier teil.
Im Sommer 2017 bestritt er gegen die Ukraine sein erstes A-Länderspiel für Großbritannien. Er gehörte zum britischen Kader für die Europameisterschaft 2017, kam im Turnierverlauf aber nicht zum Einsatz.